# Ibipetum
Ibipetum é um distrito do município brasileiro de Ipupiara, no estado da Bahia, distante 5 km da sede e 620 km de Salvador, capital do estado. Sua população em 2010 era de 3.030 habitantes, dados do IBGE.
Ibipetum é considerado hoje um sub-centro de Ipupiara, além de estar geograficamente a 5 km de distância do centro do município, possui vários estabelecimentos comerciais, feira livre, posto de saúde, posto de gasolina, central telefônica, serviço bancários em estabelecimentos comerciais, serviço de abastecimento de água e energia elétrica, ficando dependente da sede do município apenas das repartições públicas e pelo hospital lá localizado. O distrito de Ibipetum detém cerca de 30% da população do município de Ipupiara e, somando-se ao centro do município, as duas sedes distritais abrigam em torno de 70% dos cidadãos ipupiarenses.
Na segunda década do século XX, nos tempos de guerra no sertão, decretada pelos Coronéis Horácio de Matos e Militão Coelho, Ibipetum e Ipupiara estavam no meio do fogo cruzado, de um lado Brotas de Macaúbas controlada pelo Coronel Horácio de Matos e do outro Barra do Mendes controlada pelo Coronel Militão Coelho, era assim que se falava: a Chapada Velha (de Brotas de Macaúbas até Lençóis) é de Horácio e a Chapada Nova (do Jordão atual Ipupiara até Barra do Mendes) é de Militão. Devido a Gameleira (atual Ibipetum), pertencer geograficamente à Brotas de Macaúbas e estar do lado de Horácio, e o Jordão (atual Ipupiara), estar do lado de Militão, que era de Barra do Mendes, existia uma rivalidade entre os dois lugares que se perdurou por muitos anos, deixando resquícios políticos até hoje.
Ibipetum ficou conhecida como a Terra do Fumo, daí advém o seu nome Ibi = terra e petum = fumo, devido à produção do fumo de corda, a destacar a safra dos anos 1960, existia naquela época 40 depósitos de tratamento e embalagem do fumo, onde o produto era exportado para outras cidades do estado da Bahia e de outros estados como Minas Gerais, São Paulo, Maranhão e Piauí. Na década de 1970, contava com duas indústrias de tratamento do fumo, a Capelão e a Guarani, o processo era torrar, desfiar e empacotar para ser comercializado o fumo desfiado.

## História
A origem de Ibipetum foi no povoado de Gameleira, quando o território pertencia a Cayam-Bola, primeiro nome de Brotas, mais tarde ficou conhecida como Macaúbas, esse nome foi originário do fruto da macaba, e, em 1847, foi elevado à freguesia com a denominação de Vila Agrícola de Nossa Senhora de Brotas de Macaúbas. Antes, em 1751, Manoel de Saldanha da Gama e sua mulher Joana da Silva Guedes de Brito, herdeira desses sertões – doaram ao capitão-mor Romão Gramacho Falcão os terrenos intermediários aos rios Paramirim e Jacaré (APEB, SJ/15/91, f. 27 v), que envolvem, atualmente, vários municípios, desde Brotas de Macaúbas até Irecê.
Após a  doação das terras da Chapada Diamantina, Romão Gramacho começou o povoamento da região sempre em busca de ouro e diamantes. Em 1755 ergue a igreja de São Miguel das Figuras padroeiro dos garimpeiros em Gameleira (Ibipetum). Funda os povoados de Oliveira dos Brejinhos e Cayam-Bola que posteriormente ficou conhecido como Brotas de Macaúbas. Foi ali que em 1792 Romão Gramacho descobre os primeiros diamantes da província da Bahia. Essa região ficaria conhecida como Chapada Velha.
A civilização iniciou com a chegada de garimpeiros em busca de pedras preciosas, eles se estabeleceram em pequenas propriedades de terras, cultivando a agricultura e explorando os garimpos. Desde sua origem, a extração de cristais e pedras preciosas foi e ainda é a cobiça dos garimpeiros, que exploram em suas serras até hoje. O lugar escolhido foi em torno de uma nascente d’água conhecida como Fonte, de onde escorria pelo córrego abaixo até desaguar na lagoa conhecida como Lagoa Aguada. Havia também em abundância, árvores da Gameleira e a localidade recebeu o nome de Gameleira. Era nas frondosas sombras das Gameleiras que os tropeiros amarravam os seus animais, comercializavam seus produtos, adquiriam produtos da localidade e descansavam para prosseguir suas andanças, e, por vezes pernoitavam para seguir viagem no dia seguinte.
O lugar cresceu, formando as primeiras ruas, Rua de Cima (Rua do Alto Alegre), onde o Sr. Joaquim Francisco da Silva (Quinca Rico) construiu sua residência e ao lado a Capela do Menino Deus, em 1888, e surgiram outras residências; a Rua Grande (Rua da Matriz), atual Avenida Antônio Francisco dos Santos, onde foi construído um barracão e funcionava a feira livre, mais tarde foram construídas as residências de Antônio Francisco dos Santos, Aristides Pereira de Novais, Aristides Francisco da Silva, André Martins de Andrade, Francisco Silva, Honorato Francisco Silva, Luciano Pereira de Novais, Manoel Martins de Andrade (Manelim), Miguel Martins dos Santos (Miguelzinho) e Noé Ribeiro da Silva, grandes casarões em estilo barroco-colonial, com amplas salas e varandas, portas e janelas altas, fachadas trabalhadas, alguma destas residências tinha em anexo, lojas de tecidos, casa de cereais: secos e molhados, conhecida como vendas, etc.
O comércio se aglomerou no entorno do Mercado Municipal, construído em 1952, na gestão do Prefeito Oswaldo Rosa (1951-1955), quando Ibipetum pertencia ao município de Brotas de Macaúbas, na Praça do Mercado, que faz junção com a Rua Joaquim Antonio da Silva e Rua 13 de Maio, local onde funciona uma feira livre aos domingos.
A presença indígena cuja tribo conhecida como Tapuia, vivia da caça e da pesca até a chegada dos primeiros brancos, é marcada por pinturas rupestres em pedras encontrada em toda região, como as encontradas na localidade de Pintada, local onde o Capitão Carlos Lamarca e José Campos Barretos (Zequinha) foram mortos pelo Exército, no regime militar.
Através do Decreto-lei Municipal Nº 63, de 5 de Julho de 1938, a Gameleira foi recinhecida como distrito do município de Brotas de Macaúbas, veja o texto da lei: “Orçamento da Prefeitura de Brotas de Macaúbas, para o exercício de 1939”, onde se lê: Prefeito Municipal - Nestor Rodrigues Coelho. Secretário Municipal - Adão Francisco Martins, o Município de Brotas de Macaúbas, era formado dos seguintes Distritos: Jordão de Brotas (Ipupiara), Gameleira (Ibipetum), Ouricuri, Araci, Pé do Morro, Mata de Dentro, Brejo do Buriti, Barra do Mendes, São Francisco (Saudável), Paranamirim, Mucambo, Sitio do Coqueiro e Morpará.